# Armand Peugeot

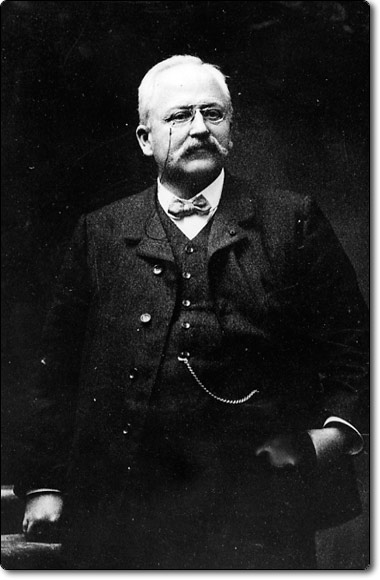
Armand Peugeot

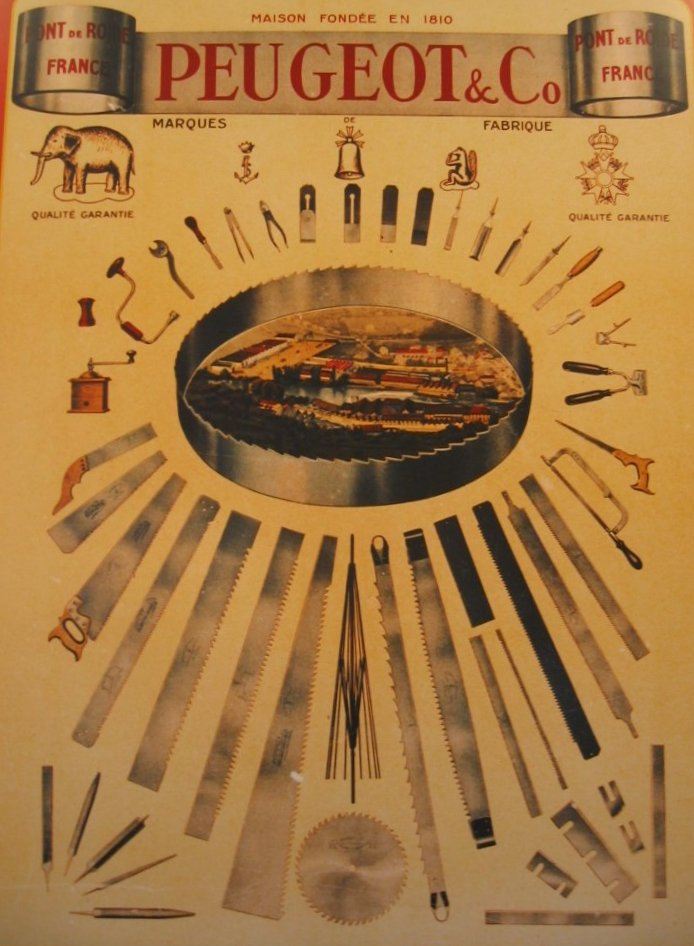
Metallurgische Produkte der Firma Frère Peugeot im 19. Jahrhundert, Musée Peugeot Sochaux

Armand Peugeot (* 26. März 1849 in Hérimoncourt bei Montbéliard; † 2. Januar 1915 in Neuilly-sur-Seine) war ein französischer Unternehmer und Gründer des gleichnamigen französischen Autoherstellers Peugeot. 

## Leben und Karriere
Peugeot fing zunächst mit dem Bau von Fahrrädern an und präsentierte  1889 auf der Weltausstellung in Paris das erste dampfgetriebene Dreirad und gilt als Pionier und Visionär des Automobilbaus.
Die unternehmerischen Tätigkeiten der Familie Peugeot lassen sich bis ins 15. Jahrhundert verfolgen. 1776 betrieb die Familie Peugeot in Herimoncourt eine Wassermühle und eröffnete später eine Eisengießerei, welche die Grundlage für den späteren metallverarbeitenden Betrieb bildete. Der Betrieb stellte neben Uhrfedern, Korsettstangen und verschiedenen Werkzeugen wie Metallsägen und Sägeblättern später auch Bügeleisen und Kaffeemühlen her.
Armand Peugeot studierte in England und lernte dort das Fahrrad kennen. Er erkannte den Nutzen und den technischen Fortschritt des Fahrrades, begann mit der Produktion dieses Transportmittels und macht es damit auf dem europäischen Kontinent bekannt.  Gemeinsam mit seinem Vetter Eugène Peugeot stellte er das Veloziped ab 1882 in der familieneigenen Werkstatt her. Bereits sieben Jahre später produzierte er 19.000 Stück und mit der Präsentation auf der Exposition Universelle de Paris, der Pariser Weltausstellung 1889, stieg die Nachfrage so stark an, dass er im selben Jahr ein Geschäft in Paris eröffnete.
1889 kaufte Armand Peugeot die Serpollet-Dampfmotoren für seine ersten Kraftfahrzeuge. 
Ein weiteres Jahr später wurden Peugeot-Fahrzeuge mit Motoren des Autoherstellers Daimler-Motoren-Gesellschaft ausgestattet. 1891 ließ er einen dieser so genannten Stahlrad-Wagen bei der Rad-Fernfahrt Paris-Brest-Paris erfolgreich teilnehmen. Peugeot begann daraufhin, eigene Benzinmotoren herzustellen und ist damit der zweitälteste Autohersteller der Welt. Im Jahr 1891 begann Peugeot mit der Serienproduktion von Automobilen.
Als er die technische Zukunft der motorgetriebenen Fahrzeuge erkannte, gründete er 1885 die Société des Automobiles Peugeot und eine Produktionsstätte in Audincourt. 1906 fusionierte das Unternehmen mit dem Peugeot-Fahrradunternehmen zur Société des Cycles et Automobiles Peugeot. Ein neues Werk wurde in Sochaux-Montbéliard eröffnet und Peugeot stellte nun neben Personenwagen auch Omnibusse und Transporter her.
Armand Peugeot starb im Alter von 65 Jahren und wurde auf dem Cimetière du Père-Lachaise in Paris begraben.